# Leonid Voskresenski
Leonid Aleksándrovich Voskresenski  (en ruso: Леонид Александрович Воскресенский; 14 de junio de 1913 – 14 de diciembre de 1965) fue un ingeniero ruso de la etapa soviética, especialista en cohetes. Asociado durante la mayor parte de su carrera al famoso diseñador jefe Sergei Korolev, dirigió el lanzamiento del Sputnik y del primer vuelo espacial tripulado, el Vostok 1.

## Biografía
Esta sección incorpora información del artículo equivalente en la Wikipedia rusa.
Voskresenski nació en 1913 en la ciudad de Pavlovski Posad. Era hijo de Catherine Veniaminovna Sokolov (1880-1956); y de Alexander G. Voskresenski (1875-1950), clérigo en la Iglesia de San Nicolás de Pavlovsky Posad y posteriormente párroco en la Iglesia de San Juan el Guerrero en Moscú.
De 1929 a 1936 trabajó como electricista mientras estudiaba en el Instituto de Ingeniería de Potencia de Moscú. En 1936 se incorporó al ejército, donde sirvió como ingeniero.
En 1945, finalizada la Segunda Guerra Mundial, fue enviado a Alemania con un equipo encargado de identificar ingenieros y equipamiento técnico de los cohetes alemanes, como el A-4 y el V-2.  En 1946 dirigió el grupo Vystral, que realizó vuelos de prueba de cohetes V-2 en el instituto de misiles soviético en Nordhausen, Alemania.
Continuó encabezando varios programas de prueba de cohetes hasta 1953, cuando se le nombró jefe delegado para el diseño de cohetes de la agencia de base soviética, la OKB-1 dirigida por Serguéi Koroliov.  Durante su período en la OKB-1, la agencia alcanzó varios logros significativos en la técnica de los cohetes y del vuelo espacial, como el motor utilizado para el primer misil balístico intercontinental, el R-7 Semiorka; la primera aeronave en órbita, el Sputnik; y el primer vuelo espacial orbital tripulado, el Vostok 1.
En 1963, problemas de salud llevaron a Voskresenski a aceptar un puesto de instructor en el Instituto de Aviación de Moscú, aunque continuó colaborando como asesor con el OKB-1, como director suplente del departamento de pruebas científicas.
Murió en diciembre de 1965. En su funeral, su elogio póstumo fue leído por Serguéi Koroliov. Fue enterrado con honores en el cementerio Novodévichi de Moscú. Debido al secretismo que rodeaba al programa espacial soviético por entonces, la prensa comunicó la noticia de su muerte citándolo como "un becario del campo de construcción y pruebas de nuevos modelos de maquinaria." 

## Reseñas
El historiador Asif Siddiqi describió a Voskresenski como "Uno de los caracteres más coloridos del programa espacial soviético." Su peculiar forma de ser está narrada en varias historias centradas en la carrera espacial.
En Cohetes y Personas, el científico e historiador Boris Chertok rememora la reacción de Voskresenski ante la fuga de una sustancia presuntamente radioactiva durante las pruebas de un misil en desarrollo. Mientras otros se apresuraban a salir de allí, Voskresenski caminó con calma hasta el cohete y subió al andamio. Pasó su dedo a través del líquido, y a la vista de los miembros del equipo de lanzamiento, se lo puso en la lengua para demostrar que la sustancia era inocua. A continuación, llamó a todo el mundo para que regresase al trabajo.
Matthew Brzezinski documentó una "técnica" inusual que Voskresenski desarrolló para solucionar algunos problemas con el misil R-9:

El jefe de pruebas de Korolev, Leonid Voskresenski, la única persona entre los miles de empleados del NII-88 y el OKB-1 que tenía permiso para dirigirse a Sergei Korolev por su nombre, sin el patronímico formal, tenía un método decididamente de baja tecnología para solucionar las fugas. Envolvía su gorra sobre la válvula defectuosa y orinaba sobre ella. El oxígeno líquido a 297 grados bajo cero congelaba la orina al entrar en contacto con ella, sellando la fuga.

## Premios y honores
- Héroe del Trabajo Socialista (1958) por el Sputnik-1.
- Dos Órdenes de Lenin (1958, 1961) por el Sputnik-1 y el Vostok-1.
- Orden de la Estrella Roja (1945).[5]
- La Unión Astronómica Internacional nombró el cráter lunar Voskresenskiy en su memoria en 1970.[6]